# Persona non grata
Persona non grata (latinsky, plurál: personae non gratae) česky znamená nežádoucí osoba.

## Význam
V diplomatických kruzích jde o terminus technicus s přesným, zákonně vymezeným obsahem. Označuje osobu jiného státu, jejíž pobyt na svém území považuje daný stát za nežádoucí. Přidělení tohoto statusu znamená, že země nepovoluje vstup dané osoby na své území, respektive že požaduje, aby jej okamžitě opustila. Podle Vídeňské úmluvy o diplomatických stycích z roku 1961 má též každá země právo kdykoliv a bez udání důvodu přidělit status nežádoucí osoby kterémukoliv diplomatovi (což ovšem může dotčená země chápat jako nepřátelské či provokativní jednání). Toto označení se používá i v případech, kdy je diplomat vyhoštěn nikoli na základě jeho osobního chování, ale jen do počtu např. při recipročním vyhošťování. V ČR rozhodnutí o vyhoštění diplomatů přísluší ministru zahraničních věcí.
Mimo diplomatické kruhy se pak pojmem nežádoucí osoba rozumí cizinec, jemuž nelze umožnit vstup na státní území z důvodu, že by tento cizinec při pobytu na území mohl ohrozit bezpečnost státu, závažným způsobem narušit veřejný pořádek, ohrozit veřejné zdraví nebo ochranu práv a svobod druhých nebo obdobný zájem chráněný na základě závazku vyplývajícího z mezinárodní smlouvy. O zařazení cizince na seznam nežádoucích osob rozhoduje příslušný útvar policie ČR.

## Seznamy nežádoucích osob
Nežádoucí osoby se někdy uvádějí na sankčních seznamech. Osoby zde uvedené mají do těchto zemí nejen zakázaný přístup (blacklisting), ale mají tam obvykle také zmrazený majetek. Příkladem může být Sankční seznam Evropské unie. Seznam osob a subjektů, na něž se vztahují tato omezující opatření EU, uvádí Úřední věstník EU.
Federální vláda USA začala v roce 1995 uvalovat ekonomické sankce proti mezinárodním teroristům (Specially Designated Terrorist, seznam OFAC).

## Antonymum
Persona grata – přesným opakem je pak žádoucí osoba (sousloví vznikne pokud vypustíme latinskou záporku non)